# Capillana
Capillana, née à une date inconnue et décédée en 1549, est une femme politique dirigeante et cheffe d'État du nord du Pérou en exercice avant l'arrivée des conquistadors espagnols.

## Biographie
De nombreux dictionnaires biographiques espagnols et anglais du XIXe siècle racontent l'histoire d'une « princesse péruvienne » nommée Capillana, tombée amoureuse du conquistador Francisco Pizarro (vers 1478-1541). Elle se convertit au catholicisme en 1541, puis vit en isolement après l'assassinat de Pizarro et décède en 1549,dans l'ile de Puna dans la baie de Guayaquil.
Dans "Le voyageur françois" publié au XVIIIe siècle, lors de sa première rencontre avec Francisco Pizarro, Capillana est présentée comme une jeune veuve d'un seigneur Péruvien, qui avait préféré le séjour de la province, ou elle tenait un rang distingué, à celui de la capitale ou elle était née, et de la cour ou elle avait demeuré. Capillana est aussi décrite comme une dame dont la naissance égalait la beauté, et qui par son esprit, ses grâces, sa politesse et ses connaissances, méritait l'hommage des Espagnols.
On lui attribue également l'écriture d'un manuscrit découvert dans la bibliothèque péruvienne des frères dominicains et contenant des descriptions de monuments et de plantes indigènes.
Chaque figure est peinte et accompagné d'une courte description en langue Espagnole que Capillana avait apprise.
Parmi les monuments décrits figurent les anciens tombeaux Péruviens sous le nom de "guaques". Capillana illustre le contenu de ces tombeaux dans lesquels ont été découverts des miroirs et des haches de cuivre. Elle décrit le temple du soleil dans la ville Cayambé, ainsi que le palais des Incas près d'Atun-Canar et la forteresse de Callo.
Un article est consacré à l'usage des "quippos" ou quipu.
Plusieurs plantes sont décrites, notamment la Coca dont le fruit servait de monnaie d'échange.
Il est probable que le nom « Capillana » soit inspiré du mot « Capullanas », un peuple de femmes péruviennes gouvernantes de la côte nord du Pérou, aussi appelées aussi « Tallaponas ». Elles exerçaient pleinement leur pouvoir sur les plans administratif, politique, militaire et revendiquaient leur liberté sexuelle. Certains historiens affirment que le pouvoir acquis par ces femmes était dû à la faible proportion d’hommes dans ces régions à cette époque. Selon cette théorie, la femme remplaçait un chef vaincu par d’autres peuples ou bien en cas de veuvage. Cependant, le fait que ce système de gouvernement féminin ait persisté jusqu’au XVIIe siècle, sous domination espagnole, montre qu’il pourrait s’agir en fait d’un réel système de transmission de pouvoir féminin profondément ancré et propre à ces régions.
Pedro de Cieza de León (en), auteur de La découverte et la conquête du Pérou (1553), évoque les rencontres des conquistadors avec le peuple des Capullanas le long de la côte nord du Pérou. Il ne fait aucune mention de l’implication amoureuse présumée de Francisco Pizarro avec une Capullana. Cependant, l’un des hommes de Francisco Pizarro, Pedro Halcón (ou Alcon), serait devenu tellement amoureux de l’une de ces femmes dirigeantes qu’il a dû être retenu par des fers pour l’empêcher de sauter du navire et de rester avec elle.Selon une autre version ce serait de Capillana elle-même qu'il serait tombé amoureux.

## Postérité
Capillana apparaît comme l'une des 999 femmes de l'œuvre de l'artiste américaine Judy Chicago, The Dinner Party, réalisée de 1974 à 1979.